# Pristimantis royi
Pristimantis royi es una especie de anfibio anuro de la familia Craugastoridae.

## Distribución geográfica
Esta especie es endémica de la provincia de Huancabamba en la región de Pasco, Perú. Se encuentra a unos 330 m sobre el nivel del mar.

## Etimología
Esta especie lleva el nombre en honor a Roy Wallace McDiarmid (1940-).

## Publicación original
- Morales, 2007: Una especie nueva de Eleutherodactylus (Amphibia, Anura, Brachycephalidae) de la masona central del Perú. Biotempo, vol. 7, p. 5-11.[3]